# Amina Moghe Hersi
Amina Hersi Moghe (tiếng Somalia: Aamina Xirsi Mooge, tiếng Ả Rập: أمينة موجي هرسي) (sinh năm 1964) là một nữ doanh nhân người Kenya gốc Somalia, nổi bật với các dự án đầu tư quy mô lớn tại Uganda. Bà là người sáng lập Horiyal Investment Holding Company Limited, công ty sở hữu nhiều dự án bất động sản và công nghiệp quan trọng, trong đó có Trung tâm mua sắm Oasis, căn hộ cao cấp Laburnam Courts và Nhà máy đường Atiak – dự án công nghiệp lớn đầu tiên tại miền Bắc Uganda. Bà cũng là một trong những nhà phân phối xi măng và vật liệu xây dựng hàng đầu tại Kampala. Với các hoạt động kinh doanh thành công trên khắp Uganda, bà đã trở thành biểu tượng của hy vọng và là hình mẫu truyền cảm hứng cho các cô gái trẻ châu Phi.

## Tiểu sử
Amina Hersi Moghe sinh ra tại Bungoma, miền Tây Kenya. Mẹ bà, Sarah Hersi Ali, là một nữ doanh nhân thành đạt, trong khi chú của bà, Adam Hersi Ali, từng giữ chức Bộ trưởng Bộ Tài chính Kenya vào cuối những năm 1980. Ngay từ nhỏ, Amina đã cùng em gái tham gia vào hoạt động thương mại xuyên biên giới giữa Kenya và Uganda, được đào tạo kinh doanh tại trường kế toán do mẹ bà điều hành. Sau nhiều năm điều hành cửa hàng phần cứng thành công tại Bungoma, bà quyết định chuyển đến Uganda vào năm 1996, sau khi quốc gia này ổn định chính trị. Tại Kampala, bà mở cửa hàng phần cứng đầu tiên và từ đó phát triển sự nghiệp kinh doanh đa ngành, đặc biệt trong lĩnh vực bất động sản và công nghiệp.

## Sự nghiệp
Amina nhanh chóng mở rộng hoạt động từ lĩnh vực thương mại sang phát triển bất động sản. Bà là chủ sở hữu của Oasis Mall – trung tâm thương mại hiện đại ở trung tâm thủ đô Kampala – và Laburnam Courts, khu căn hộ cao cấp nằm gần Nhà nước Kampala. Bà cũng vận hành các công ty như Rabo Enterprises và Kingstone Enterprises, cung cấp vật liệu xây dựng quy mô lớn. Năm 2008, bà được trao danh hiệu Nhà đầu tư nữ của năm tại Uganda, nhờ những đóng góp quan trọng trong việc thay đổi bộ mặt đô thị của Kampala.

## Danh mục đầu tư
Các khoản đầu tư chính của Amina Hersi Moghe bao gồm:
- Trung tâm thương mại Oasis, Kampala
- Nakumatt Oasis Mall, Kampala
- Laburnam Courts, Kampala
- Nhà máy đường Atiak, quận Amuru
- Rabo Enterprises Ltd.
- Kingstone Enterprises Ltd.
- Kingstone LCD Screens, Namanve

## Nhà máy đường Atiak
Năm 2016, thông qua công ty Horiyal Investment Holding Company Limited, bà khởi công Nhà máy đường Atiak tại quận Amuru, miền Bắc Uganda. Đây là dự án công nghiệp quy mô lớn đầu tiên trong khu vực, trị giá 120 triệu USD. Dự án không chỉ thúc đẩy phát triển kinh tế mà còn mang lại sinh kế cho hơn 6.000 phụ nữ địa phương, chủ yếu thông qua hoạt động trồng mía và phân phối sản phẩm.